# Stevia
Genre
Classification phylogénétique
Stevia est un genre de plante à fleurs de la famille des Asteraceae. Il regroupe environ 240 espèces d'herbes aromatiques ou d'arbrisseaux dont quelques-unes contiennent des édulcorants naturels, notamment Stevia eupatoria et Stevia rebaudiana, connues sous le nom générique de stevias. Originaire d’Amérique du Sud, cette plante pousse à l'état sauvage dans des prairies ou des massifs montagneux, sous un climat semi-aride. Sa faible teneur en glucides en fait un ingrédient alimentaire substitut du saccharose. De plus, son effet négligeable sur le taux de glucose dans le sang en fait un édulcorant compatible avec les régimes pour diabétiques et les régimes hypoglycémiques.
Néanmoins, en plus d'être parfois réputé difficile à doser du fait de sa forte concentration, le goût de son principe actif pris individuellement n'est pas très proche de celui du sucre, c'est pourquoi les produits vendus sous le nom de « stévia » sur le marché européen contiennent le plus souvent une grande quantité de polyols (par exemple, de l'érythritol, dont le pouvoir sucrant est moindre et pouvant provoquer des effets laxatifs à forte dose), voire du lactose et une petite quantité d'extrait de stévia,.

## Liste d'espèces
Quelques espèces dans le genre Stevia[réf. nécessaire] :
- Stevia eupatoria
- Stevia lemmonii (Gray) Gray
- Stevia micrantha Lag.
- Stevia ovata Willd.
- Stevia plummerae Gray
- Stevia rebaudiana (Bertoni) Bertoni
- Stevia salicifolia Cav.
- Stevia serrata Cav.
- Stevia viscida Kunth
- etc.

## Histoire et origines de la stevia

### Les origines de la stevia
L'utilisation d'extraits de certaines espèces comme édulcorant trouve son origine en Amérique du Sud. Pendant des siècles, les Guaraní du Paraguay et du Brésil ont utilisé les stevias, principalement l'espèce Stevia rebaudiana qu'ils appelaient ka'a he'ê (« herbe sucrée »), comme sucre et dans des breuvages médicinaux. Les feuilles peuvent être consommées fraîches, ou infusées dans le thé et les aliments.

### La découverte de la stevia par des scientifiques
La stevia fut d’abord étudiée par le botaniste et médecin espagnol Petrus Jacobus Stevus (Pedro Jaime Esteve), qui a donné son nom à la plante.
En 1899, le botaniste suisse Moisés Santiago Bertoni, lors de ses recherches dans l'est du Paraguay, a été le premier à décrire la plante dans le détail. En raison de son goût sucré, Stevia a reçu différents noms parmi lesquels : feuille de miel, feuille douce du Paraguay, feuilles douces, fines herbes douces, feuilles de bonbons et de yerba miel.
Seules des recherches limitées ont été menées sur le sujet jusqu'à ce que, en 1931, deux chimistes français M. Bridel et R. Lavielle, isolent les glycosides qui donnent à la stevia son goût sucré. Ces composés ont été nommés le stévioside et le rébaudioside, et sont de 250 à 300 fois plus sucré que le saccharose, stables à la chaleur, d'un pH stable, et non fermentescibles. La structure exacte de l'aglycone et les glycosides est publiée en 1955.

### Régulation et commercialisation de la stevia dans le monde
Les extraits de la plante sont très utilisés au Japon. Après avoir isolé le principe actif de la stevia dans les années 1960 et mis au point le procédé industriel en 1969, des tests de sécurité concluant que la stevia ne présente aucun danger ont été réalisés. La stevia est cultivée et commercialisée comme alternative aux édulcorants artificiels tels que le cyclamate, saccharine et bien entendu l'aspartame. C’est la firme japonaise Morita Kagaku Kogyo Co., Ltd qui a produit le premier édulcorant à la stevia commercialisé au Japon en 1971, utilisé dans les produits alimentaires et les boissons non alcoolisées, y compris le Coca-Cola). En effet depuis 1969, la plupart des édulcorants de synthèse sont interdits au Japon. À titre d'exception, l'aspartame a été autorisé en 1983 et l'acésulfame potassium (ou acésulfame K) en 2000. Cette décision pourrait s'expliquer par une stratégie protectionniste, les édulcorants chimiques étaient surtout importés des États-Unis, permettant notamment à l'industrie japonaise de travailler sur des variétés plus adaptées aux boissons et aliments sucrés à l’abri de la concurrence (moins de stévioside, plus de rébaudioside A). Le Japon consomme actuellement plus de stevia que tout autre pays, cela représente 40 % du marché des édulcorants.
La stevia est cultivée et utilisée dans les aliments en Asie orientale et Asie du Sud-Est, notamment en Chine depuis 1984, en Corée, à Taïwan, en Thaïlande, en Malaisie et au Viêt Nam. Elle peut également être trouvée à Saint-Christophe-et-Niévès, dans certaines parties de l'Amérique du Sud (Brésil, Colombie, Pérou, Bolivie, Paraguay et Uruguay), en Israël et en Ukraine (Crimée). La Chine est le premier exportateur mondial de stévioside. En 1986, le Brésil autorise l'utilisation du stévioside (l'un des glycosides de stéviol) dans les aliments et les boissons, il est suivi par d'autres pays dans les années 1990. Les édulcorants à base de stevia sont autorisés pour une utilisation associée aux aliments et aux boissons dans de nombreux pays à travers le monde, y compris l'Argentine, Australie, Belgique, Brésil, Canada (Alberta), Chine, Colombie, France, Japon, Corée, Malaisie, Mexique, Nouvelle-Zélande, Pérou, Russie, Taïwan, le Paraguay, la Suisse, les États-Unis, l'Uruguay, le Ghana, la Turquie, le Maroc et le Nigeria.
Mais l'usage de la stevia fait l'objet d'enjeux industriels. Elle est à l'origine de nombreux conflits entre les industriels des édulcorants de synthèses, les producteurs de stevia, avec un arbitrage des agences sanitaires (FDA et AESA) parfois mis en cause.
En 1991 la FDA reçoit une plainte anonyme, la stevia est interdite dans la foulée, la FDA se basant sur le manque de données, malgré les travaux japonais, et sur des rumeurs d'usages contraceptifs par certaines tribus indiennes d’Amérique du Sud. En 1993 l'élu à la Chambre des représentants Jon Kyl accuse la FDA d'avoir sciemment interdit sa commercialisation pour protéger les intérêts de l'industrie des édulcorants.
La stevia sera interdite totalement jusqu'en 1995 où le Dietary Supplement Health and Education Act l'oblige à autoriser la stevia comme supplément diététique, tout en continuant à l’interdire comme additif alimentaire, situation dont l'absurdité n'a pas échappé aux partisans de la stevia.
En 1999 l'Union européenne interdit la stevia à la suite des lacunes des premières études présentées, mais en 2006 l'OMS confirme l'absence de risque. La Russie autorise la stevia en 2008.
En 2008, la Food and Drug Administration (l’organisme américain qui décide de la commercialisation d'aliments ou de médicaments et qui fixe la Dose Journalière Admissible) autorise l’usage du rebiana dans les aliments et les boissons et lui concède la qualification de G.R.A.S. (Generally Recognized as Safe – Généralement reconnu inoffensif).
En 2008, The Coca-Cola Company/Cargill et PepsiCo/Whole Earth Sweetener ont reçu de la Food and Drug Administration l'autorisation d'utiliser du rébaudioside A (extrait de Stevia rebaudiana) dans leurs produits ainsi que l'autorisation de commercialiser des extraits de stevia en poudre, le Truvia et le PureVia.
La même année, le comité d’experts OMS/JECFA sur les additifs alimentaires (JECFA) conclut que les édulcorants faits avec certaines formes de stevia ne présentent aucun danger pour une utilisation dans les aliments et les boissons.
Une forme purifiée en poudre extraite de la stevia, le rébaudioside A (97 % minimum), est autorisée en France en tant qu'additif alimentaire par arrêté du 11 septembre 2009, pris après avis de l’AFSSA (Agence française de sécurité sanitaire des aliments). L'arrêté du 8 janvier 2010 l'autorise comme édulcorant de table et permet notamment son incorporation dans les produits minceurs (de type substituts de repas) et les préparations alimentaires de régime destinées à l'hôpital. L'arrêté augmente aussi sensiblement le taux de rébaudioside A autorisé dans les préparations.
L'Autorité européenne de sécurité des aliments émet à son tour le 14 avril 2010 un avis favorable à l’utilisation de différents extraits purifiés de Stevia, les glycosides de stéviol (stévioside, dulcoside A, rubusoside, stéviolbioside, rébaudioside A, B, C, D, E et F), en tant qu’additifs alimentaires, et fixe une dose journalière admissible (DJA) pour ces glycosides de 4 mg kg−1 de masse corporelle et par jour. Cela correspond à la DJA précédemment établie par le JECFA, comité international mixte d'experts sur les additifs alimentaires FAO/OMS12. Malgré ses origines naturelles, la DJA de la stevia est donc inférieure à celle de l'aspartame d'un facteur 1 013. Cependant, cet avis ne vaut pas autorisation, celle-ci étant accordée par les États membres en inscrivant les extraits concernés dans la liste des additifs autorisés (annexe du Règlement (CE) no 1333/2008 du Parlement européen et du Conseil du 16 décembre 2008 sur les additifs alimentaires).
Selon Le Figaro, fin 2010, les extraits de stevia représentaient 20 % du marché français des édulcorants. Selon l’hebdomadaire allemand Die Zeit, en Europe le premier aliment à la stevia a été commercialisé par l'entreprise suisse Biodrinks Ltd. (anciennement Storms) sous forme de boissons aux extraits de stevia. L'entreprise Chocolat Villars en Suisse a lancé la première tablette de chocolat au stevia. Dans le secteur des boissons, Coca-Cola a reformulé le Fanta Still (avec 30 % de sucres en moins) pour intégrer le Truvia (marque commerciale de Cargill pour un mélange de rébaudioside A et d'érythritol). La société suédoise Liv Natur a lancé son Liv Maté, thé glacé aromatisé à l'extrait de stevia. Eckes Granini en a fait de même avec Réa et Joker. En France, Phare Ouest propose une version à la stevia de son Breizh Cola. Par ailleurs, la plante est commercialisée en France comme plante ornementale.
En 2011, l'Union européenne accorde l'approbation réglementaire finale pour l'utilisation des édulcorants à la stevia dans les aliments et les boissons. Après le Fanta Still, le groupe The Coca-Cola Company modifie la recette des boissons Sprite et Nestea en intégrant la stevia tandis que Lipton lance une gamme d’Ice Tea Green avec cette plante. 
En 2012, la multinationale PepsiCo lance le Pepsi Next qui, dans certains pays comme l'Australie, est sucré avec de l'extrait de stevia.
En 2013, Coca-Cola lance le Coca-Cola life, à la stevia. Testé sur le marché argentin à compter de juin, il est commercialisé en Europe depuis 2014.

## Propriétés de la stevia

### Propriétés diététiques
Les feuilles de cette espèce ont un pouvoir sucrant en moyenne 300 fois supérieur à celui du saccharose, le sucre ordinaire, ou sucre de table. Le coût de production est dix fois supérieur à celui de l'aspartame et l'arrière-goût de réglisse incite à utiliser aussi du sucre pour le masquer, ce qui en limite d'autant l'intérêt comme substitut du saccharose dans un régime hypoglycémique ou pour tenter de contrôler un diabète de type II.
Les extraits de la feuille ayant un pouvoir sucrant très supérieur au sucre, cette plante a attiré l’attention des chercheurs, tels ceux d'Evolva Holding, qui se sont associés à Cargill pour manipuler génétiquement cette plante afin de diminuer son amertume et son arrière-goût de réglisse. La plante a montré un potentiel pour traiter l’obésité et l’hypertension artérielle[réf. nécessaire]. De plus, elle a un effet négligeable sur l’augmentation de glucose dans le sang et a même démontré une capacité à diminuer l'intolérance au glucose. La plante peut donc fournir un édulcorant compatible avec les régimes pour diabétiques et les régimes hypoglycémiques.

### Recherche scientifique
La recherche actuelle a évalué les effets de la stevia sur l'obésité et l'hypertension. Les études démontrent que les personnes buvant des boissons sucrées à base d’édulcorants à teneur en calories faible ou nulle ont la même sensation de faim qu’une personne ayant bu de l’eau. Autrement dit, ces boissons à teneur en calories faible ou nulle ne stimulent pas l’appétit et ne favorisent donc pas la prise de poids[réf. nécessaire].
Les résultats de certaines études toxicologiques montreraient que la stevia serait sans danger pour tous les segments de la population, y compris les enfants et les femmes enceintes ou allaitantes. Les données ont été publiées dans 12 publications de la revue controversée Food and Chemical Toxicology[réf. nécessaire].
En 2006, l'Organisation mondiale de la Santé (OMS) a effectué une évaluation approfondie des études expérimentales récentes du stévioside et du steviol menées sur les animaux et les humains, et a conclu « le stévioside et le rébaudioside A ne sont pas génotoxiques in vitro ou in vivo et la génotoxicité de stéviol et de certains de ses dérivés oxydatif in vitro n'est pas exprimée in vivo ». [59] Le rapport n’a trouvé aucune preuve d'activité cancérigène. Par ailleurs, le rapport a noté que « le stévioside a montré des effets pharmacologiques chez les patients atteints d'hypertension ou de diabète de type 2 », [59], mais a conclu qu’une étude plus approfondie était nécessaire pour déterminer le dosage adéquat.
La plante contient certains nutriments, dont la vitamine A, vitamine C, zinc, protéines, potassium, magnésium, phosphore, fer et calcium. Elle est également une excellente source de fibres[réf. nécessaire].
Cependant, des controverses politiques et médicales (certaines populations sud-américaines lui conféraient des vertus abortives) ont limité sa disponibilité dans de nombreux pays, dont les États-Unis qui l’ont d’abord interdite dans les années 1990, jusqu’à ce qu’elle soit présentée comme complément alimentaire.